# Павло Державін (корабель)
Павло Державін (рос. Павел Державин) — третій корвет серії патрульних кораблів проєкту 22160 класу «Василь Биков».

## Історія побудови
Корабель було закладено у лютому 2016 року та спущено на воду у лютому 2019 року. 
Наприкінці серпня того ж року, під час випробувань «Павло Державін» вперше застосував свої комплекси озброєнь.

## Служба
27 листопада 2020 року корвет включений до складу з'єднання охорони водного району Новоросійської військово-морської бази Чорноморського флоту.